# Huis van Hilde

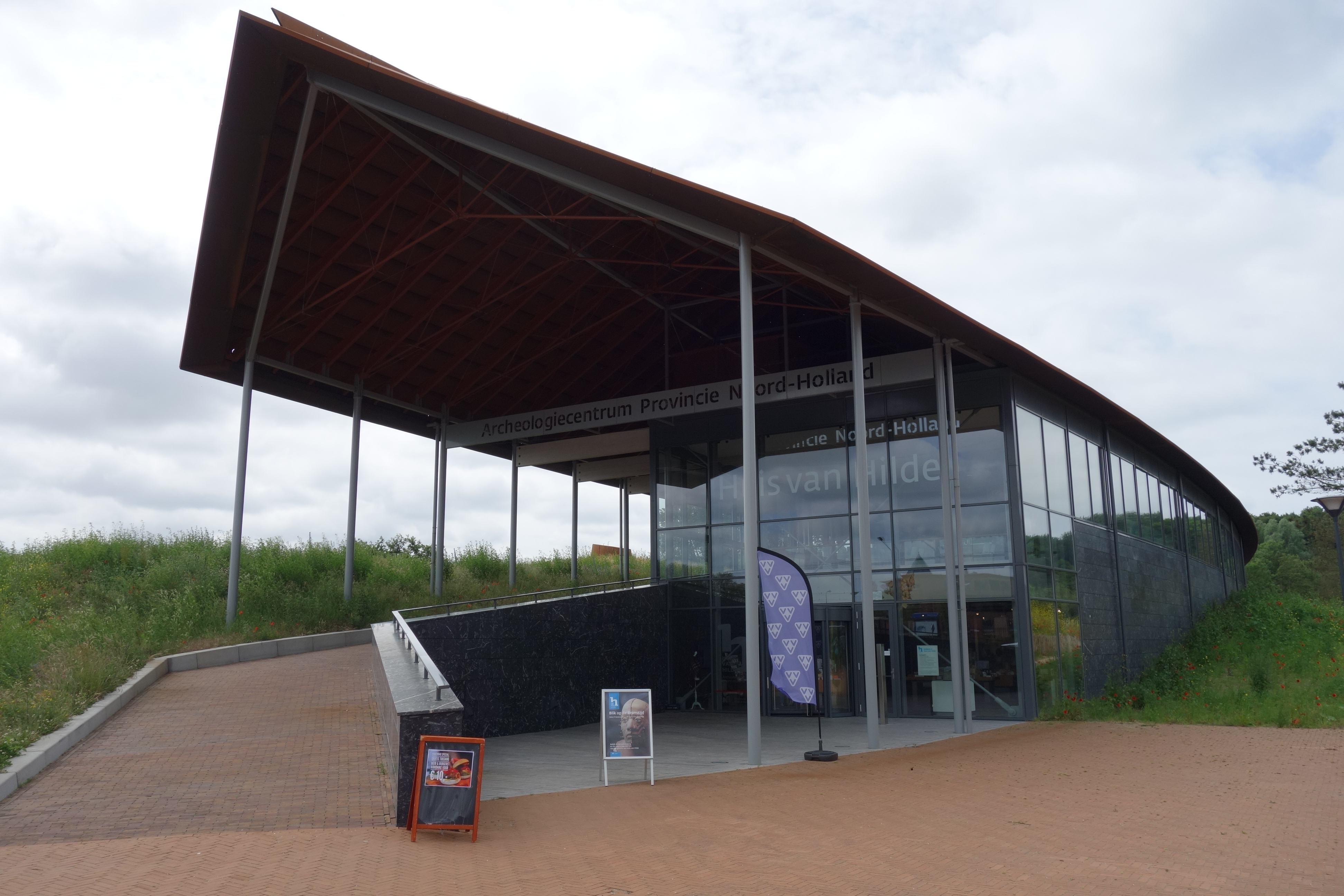
Huis van Hilde in Castricum

Huis van Hilde ist ein archäologisches Zentrum der Provinz Nordholland, das Anfang 2015 in Castricum in den Niederlanden eröffnet wurde. Das Zentrum ist nach einer Figur und einer Gesichtsrekonstruktion benannt, die aus einem Skelettfund hergestellt wurden und als Hilde von Castricum bekannt sind.

## Geschichte
Die Erhaltung und Verwaltung archäologischer Funde ist in den Niederlanden eine Aufgabe der Provinzen. In Nordholland gab es früher in der Reismühle Mercurius in Wormer ein Depot für diesen Zweck, das jedoch nicht den Anforderungen des Denkmalschutzgesetzes entsprach. Im Jahr 2011 wurde beschlossen, ein neues Archäologisches Informationszentrum in Castricum zu errichten, mit dessen Bau im September 2013 begonnen wurde. Etwas mehr als ein Jahr später wurden die ersten Ausstellungsstücke in das neue Zentrum gebracht: zwei Sarkophage aus dem 12. Jahrhundert, die in Etersheim und Hem gefunden wurden. Mitte Januar 2015 wurde das Zentrum eröffnet.

## Architektur
Das von Fons Verheijen entworfene Gebäude hat einen langgestreckten Pavillon, der frei nach dem Vorbild mittelalterlicher Bauernhäuser gestaltet ist, deren Überreste im nordholländischen Boden gefunden wurden. Es hat eine Fläche von 4.200 m², davon 2.200 m² für das Depot, das spezielle Bereiche für die optimale Lagerung von Holz und Metallen umfasst. Teile des Gebäudes, einschließlich der zentralen Kuppel, wurden mit Sand und Gräsern bedeckt, damit sich das Gebäude optisch in die Dünenlandschaft dahinter einfügt. Außerdem wurden Flächen für kleine Gastronomiebetriebe und Veranstaltungen zur Verfügung gestellt.

## Ausstellung

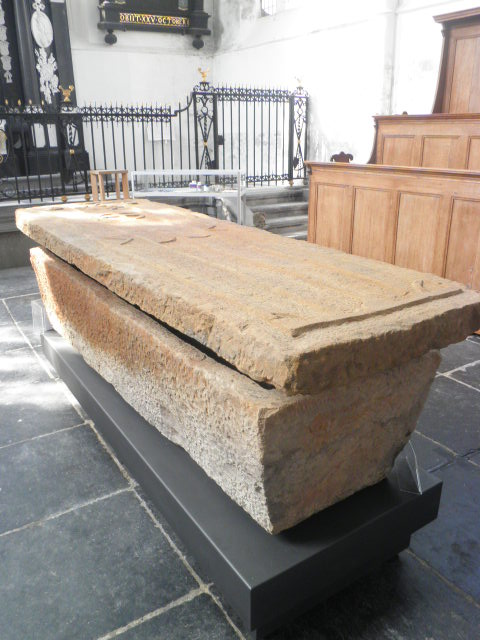
Sarkophag aus Etersheim, hier noch provisorisch in der Kirche Oosthuizen

Das Huis van Hilde beherbergt eine zentrale Dauerausstellung mit archäologischen Funden ab der Zeit der Neandertaler. Höhepunkte der Ausstellung sind die beiden Sarkophage, drei historische Kanus und zehn Figuren, die unter anderem auf der Grundlage von Gesichtsrekonstruktionen angefertigt wurden. Die Sammlungen des archäologischen Zentrums umfassen zahlreiche Alltagsgegenstände des täglichen Lebens in der Spätantike, vor allem Keramik – aber auch metallische und organische – und Stücke, die zum größten Teil im Depot aufbewahrt werden. Sie sind über eine Datenbank katalogisiert und stehen der Wissenschaft zur Verfügung. Das Huis van Hilde ist bestrebt, etwa 1.000 Objekte dauerhaft ausstellen zu können. Darüber hinaus wird Raum für Wechselausstellungen und pädagogische Aktivitäten geschaffen.

### Digitale Sammlung
Das Haus von Hilde hat sich zum Ziel gesetzt, einen Teil der Sammlung archäologischer Funde und der dazugehörigen Dokumentation digital zugänglich zu machen. Zu diesem Zweck wurde die eigene Website um eine Datenbank und Suchfunktionen erweitert, auf der Bilder und Metadaten unter Creative-Commons-Lizenzen angeboten werden.

### Hilde

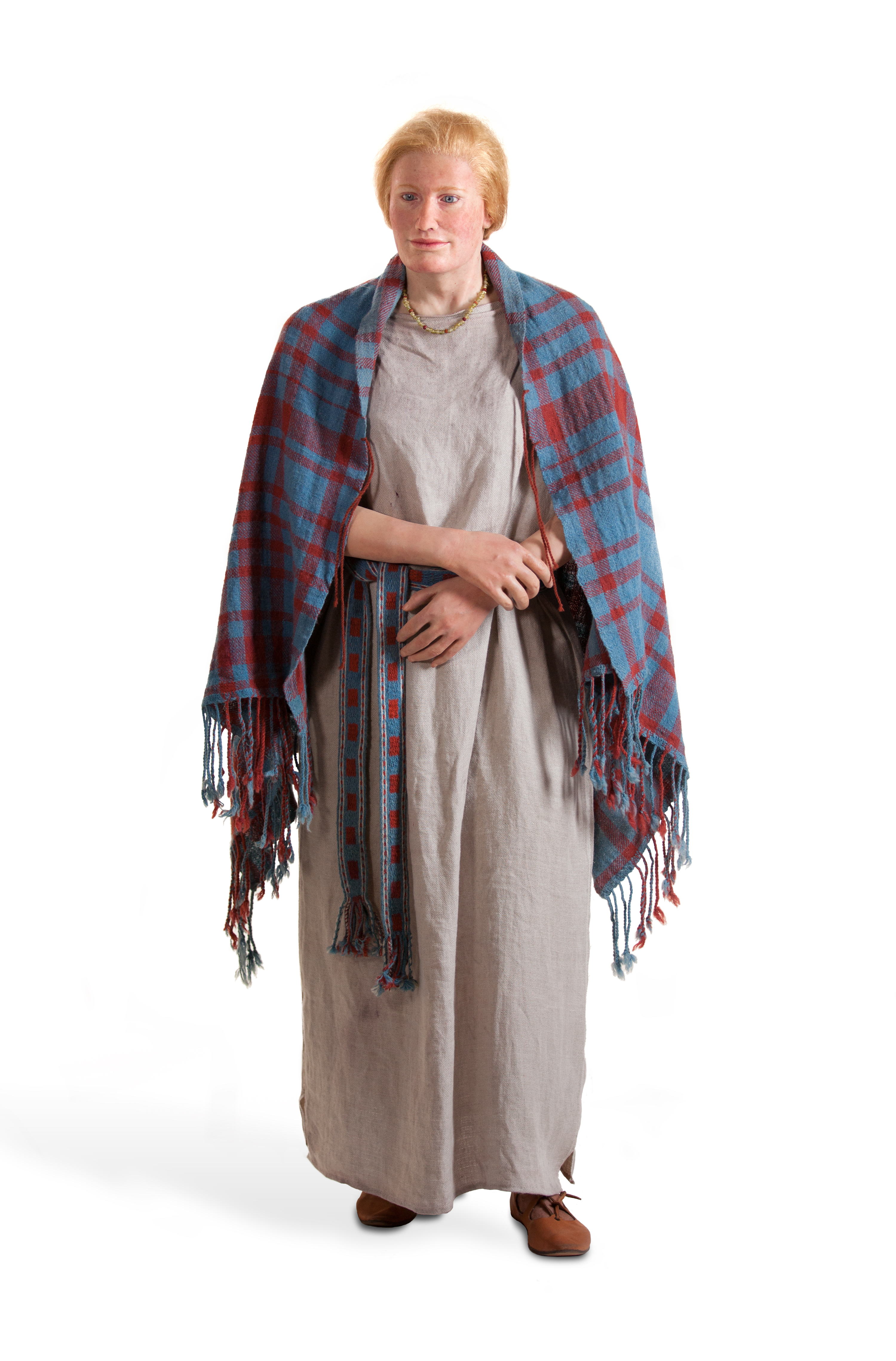
Figur der Hilde von Castricum

Vor dem Bau des Stadtteils Oosterbuurt in Castricum wurden 1995 archäologische Untersuchungen durchgeführt, bei denen mehrere tausend Funde gemacht wurden. Einer davon war das Skelett einer Frau, die wahrscheinlich in der Mitte des vierten Jahrhunderts gelebt hat. Nachforschungen ergaben, dass sie 24 bis 30 Jahre alt wurde und möglicherweise in Ostdeutschland aufgewachsen ist. Das Medizinische Zentrum der Universität Utrecht führte Scans des Schädels durch, auf deren Grundlage die Archäologin und Anthropologin Maja d'Hollosy eine Gesichtsrekonstruktion anfertigte, die den Namen Hilde erhielt. Hilde wurde daraufhin in einem Buch über Archäologie in Nordholland, das 2006 unter dem Titel Het Land van Hilde erschien, in den Mittelpunkt gestellt.